# Basses
Basses är en kommun i departementet Vienne i regionen Nouvelle-Aquitaine i västra Frankrike. Kommunen ligger i kantonen Loudun som tillhör arrondissementet Châtellerault. År 2022 hade Basses 336 invånare.

## Befolkningsutveckling
Antalet invånare i kommunen Basses
| Referens: INSEE |